# Eilema ambrensis
Eilema ambrensis là một loài bướm đêm thuộc phân họ Arctiinae, họ Erebidae.